# 2019年烏德勒支槍擊案
2019年烏德勒支槍擊案發生在2019年3月18日早上，荷兰乌得勒支的一架電車遭到槍擊，造成3人死亡，5人受傷送院。荷蘭警方形容事件「看似是」恐怖襲擊。執法部門迅速抵達現場，並在數小時內封鎖烏德勒支。當局對外公佈疑犯是37歲的土耳其人，希望盡早緝兇。當地時間約下午6時，警方在事發地點外約3公里拘捕疑犯。

## 事發經過
欧洲中部时间早上約10時45分（协调世界时早上9時45分），乌得勒支的十月廿四日廣場（荷蘭語：24 Oktoberplein）十字路口附近的高速電車上發生槍擊案。兇手駕車逃離現場，警察隨即展開大規模搜捕行動，行動持續一日後，警方拘捕一名生於土耳其的37歲男子。另外，兩人涉嫌與槍擊案有聯繫，同告被捕。警方扣押一輛紅色雷諾克里歐，相信與槍擊案有關。
當局原本認為槍手是因「家庭爭執」而槍擊一女士，並槍傷其他協助女傷者的乘客。不過執法部門其後表示無證據顯示該女傷者與槍手有任何關係，反而在兇手用作逃離現場的車上發現便條，暗示動機是恐怖主义。

## 受害者
三人被確認身亡，另外七人受傷，其中3人重傷、4人輕傷。受傷者被送往烏特勒支大學醫療中心。三名死者為一名28歲男子、49歲男子和19歲女子，來自鄰近城市菲亞嫩。該名19歲死者的鄰居發起眾籌行動，以支付其喪禮的費用。最終，眾籌目標在數小時內達成。眾籌所得遠超預期，能夠支付三名死者的喪禮費用。

## 疑犯
警方展開搜捕行動，一名生於土耳其的37歲烏德勒支男居民在同日被捕。認識他的人形容他是「癮君子」、「酒鬼」和「完全瘋癲的人」。該男子曾因強姦、偷竊、爆竊、非法持有槍械而被多次拘捕，其中強姦罪仍在審理。另一名40歲男疑犯在3月19日被捕。
當局在第一疑犯用作逃離現場的車輛上發現一封信，當中提及背後動機與恐怖主義有關。槍手被指因失戀而作出名譽殺人，但未能確認有關假設。

## 後續
襲擊過後，乌得勒支省首次提高受威脅級別至最高的第五級。疑犯被捕後，威脅級別下調至第四級。位於阿姆斯特丹、鹿特丹、海牙、烏德勒支的NS鐵路站，以及國內機場的警力都明顯加強。烏德勒支的電車服務一度全面暫停。
由於新西蘭基督城發生針對清真寺的大型槍擊案，市內的清真寺在是次槍擊案發生後都被疏散，國內其他地方的清真寺都加強保安。
槍擊案後翌日，荷蘭首相呂特要求全國政府和外交機構的國旗都下半旗致哀。荷蘭皇宮除懸掛皇室旗幟外，亦升起黑色旗幟，以表哀悼。除此之外，在3月20日舉行的地方選舉的辯論和政治宣傳環節都暫停。
荷蘭較少發生槍殺案，對上一次的大型槍擊案為2011年的莱茵河畔阿尔芬商場槍擊案。

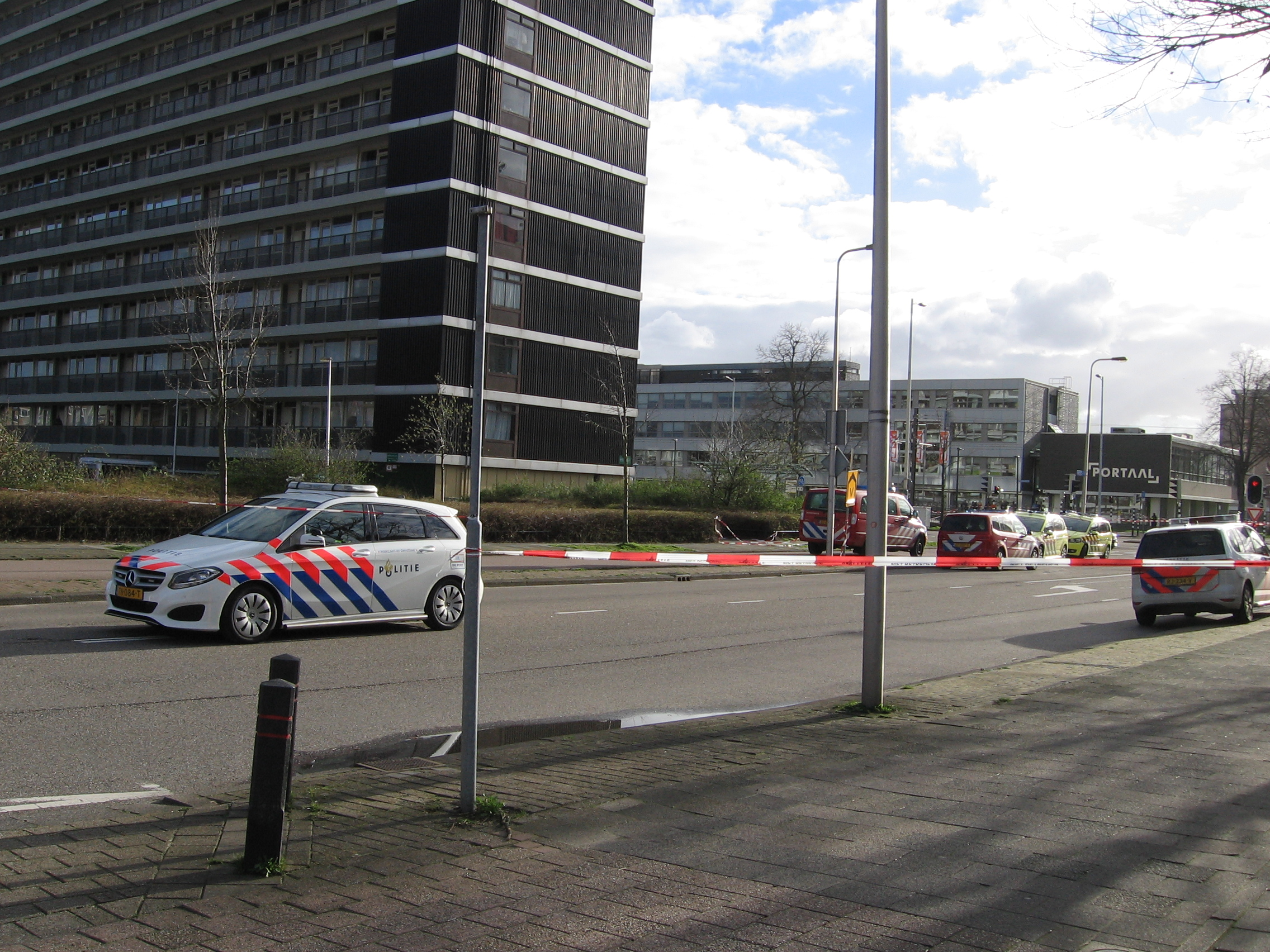
警車駐守十月廿四日廣場附近
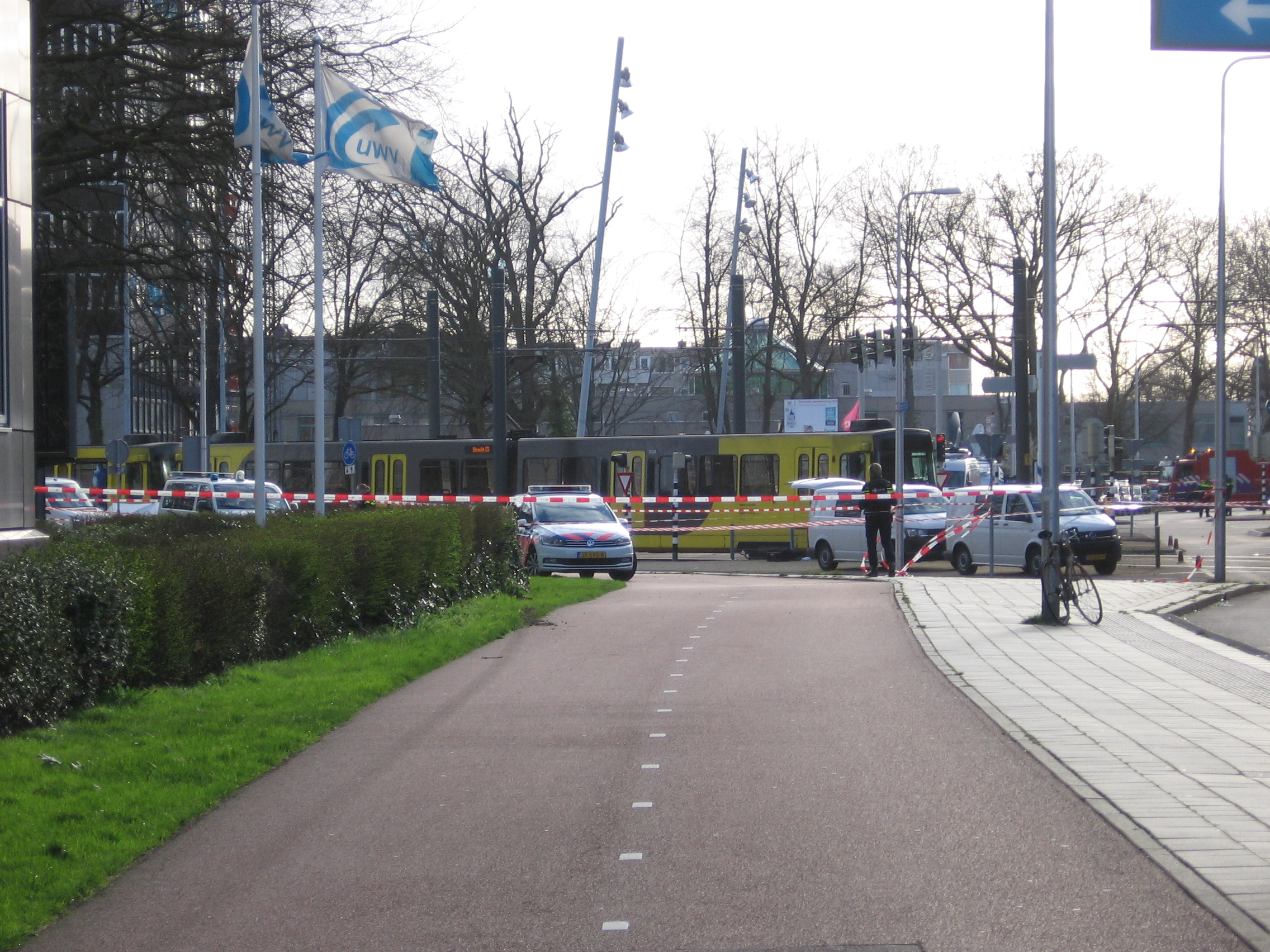
十月廿四日廣場被封鎖
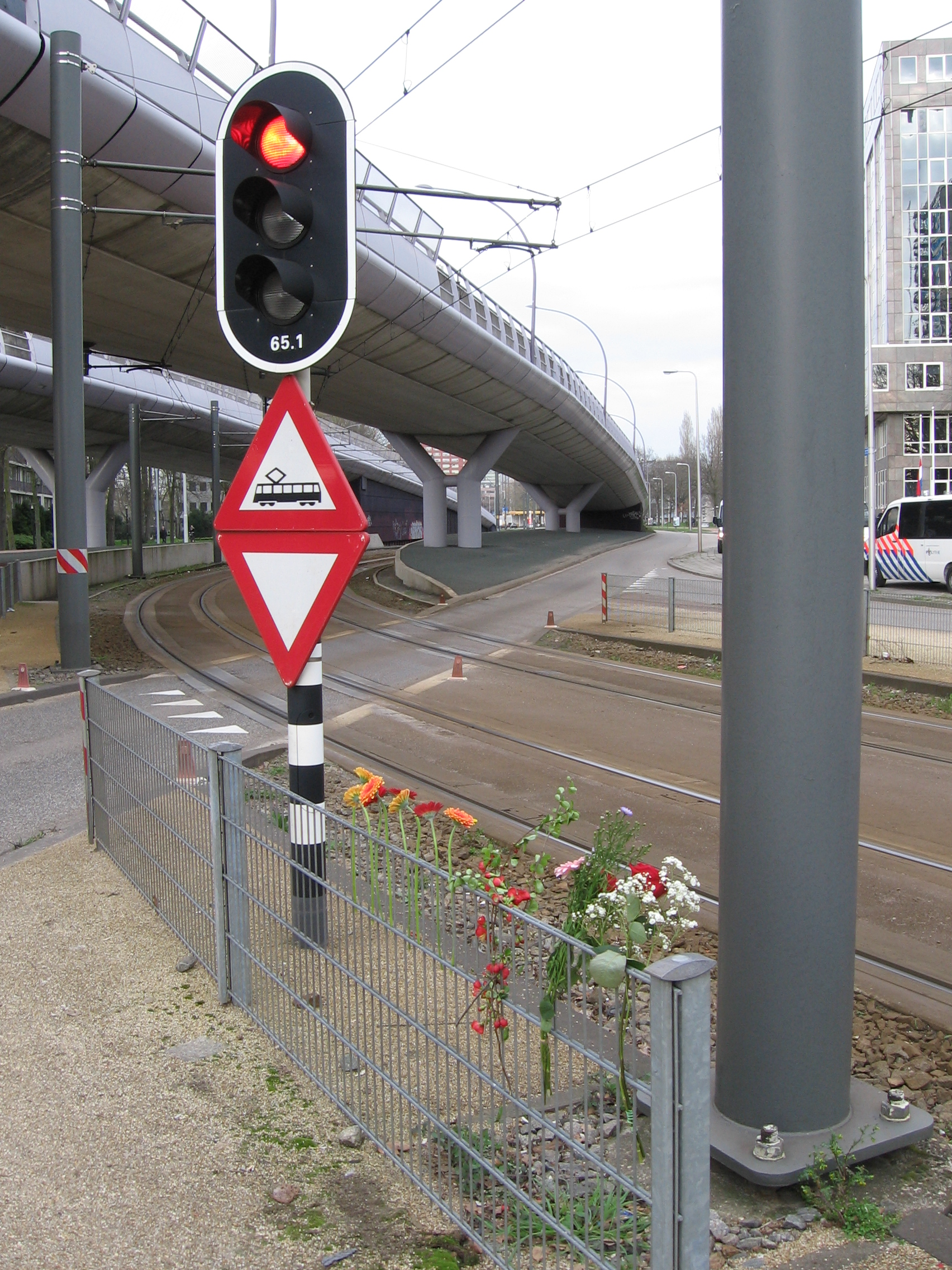
市民在十月廿四日廣場獻花，以示對死難者的哀悼
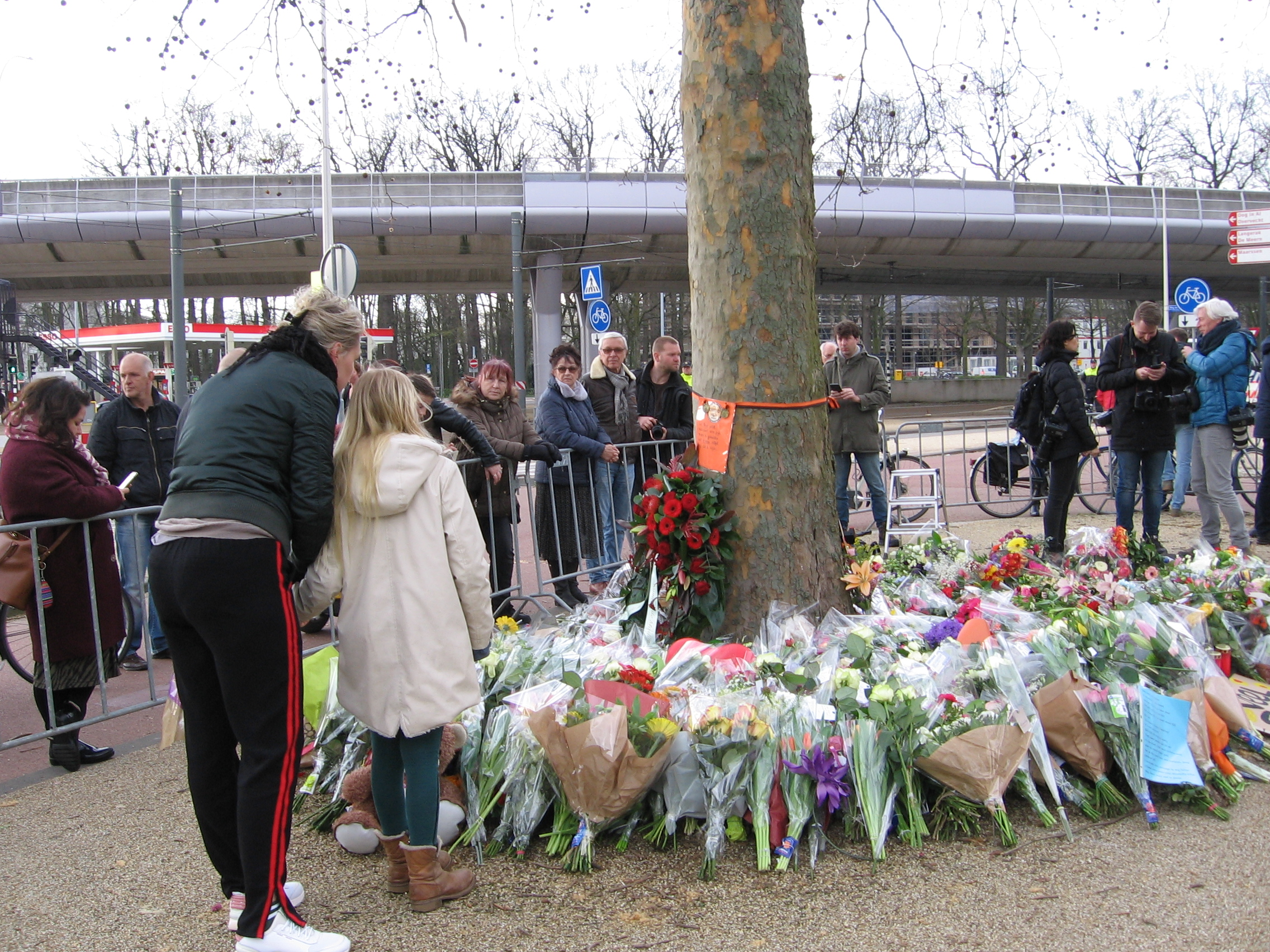
當地居民帶同鮮花，悼念槍擊案死者
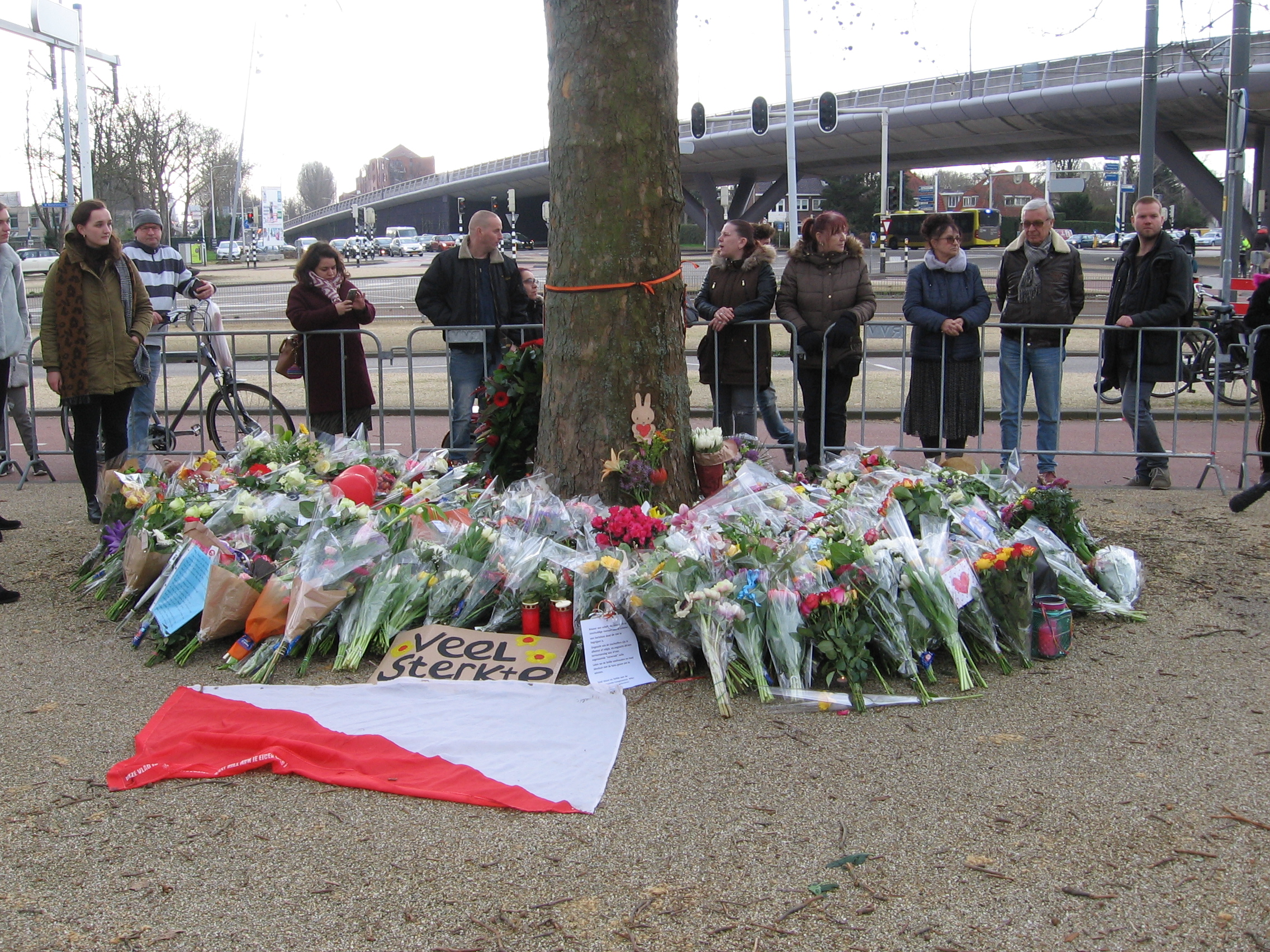
當地居民帶同鮮花，悼念槍擊案死者
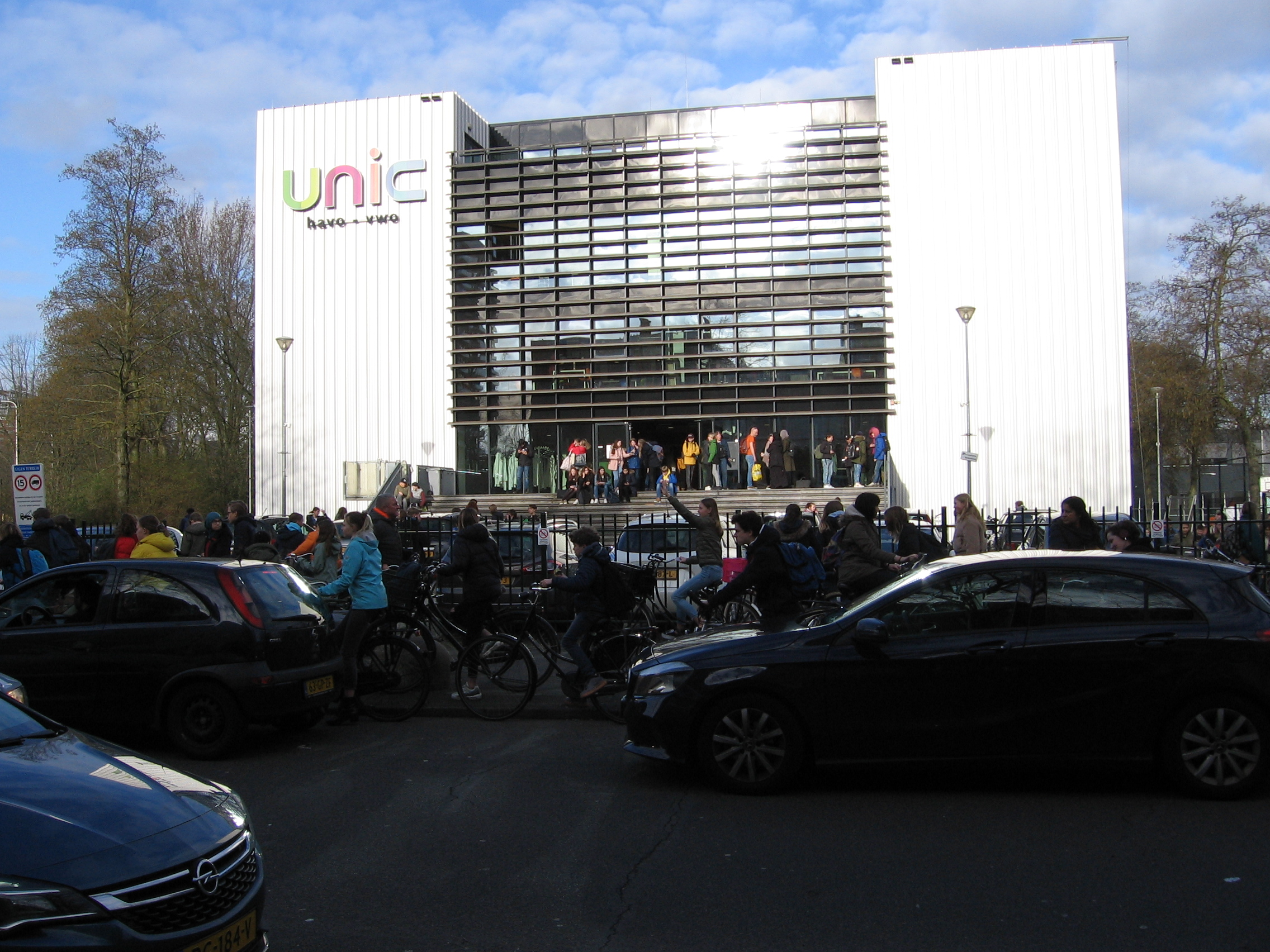
3月18日中午，UniC的學童獲准回家

## 外部鏈結
- 维基共享资源上的相關多媒體資源：2019年烏德勒支槍擊案